# 1984 (filme de 1984)

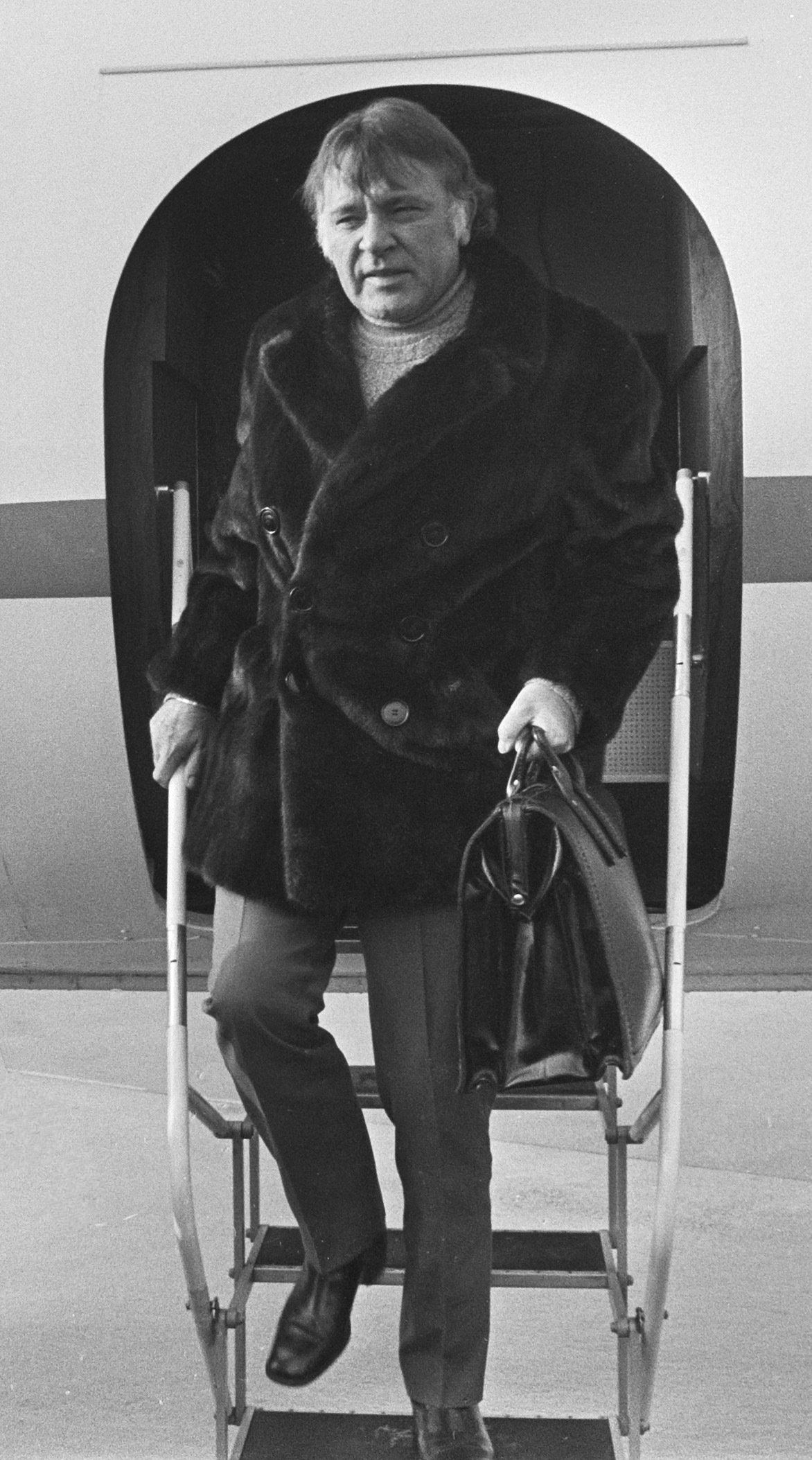
1984 foi o último filme feito pelo ator Richard Burton (aqui, em foto de 1971)

Nineteen Eighty-Four (pt / br: 1984) é um filme britânico, dos gêneros ficção científica e drama, produzido em 1984 e dirigido por Michael Radford. É uma adaptação do famoso livro 1984, escrito em 1949 por George Orwell e considerada uma versão mais fiel à obra.

## Sinopse
Depois da guerra atômica, o mundo foi dividido em três estados e Londres é a capital da Oceania, dominada por um partido que tem total controle sobre todos os cidadãos. Winston Smith é um humilde funcionário do partido e comete o atrevimento de se apaixonar por Julia, numa sociedade totalitária onde as emoções são consideradas ilegais. Eles tentam escapar dos olhos e dos ouvidos do Grande Irmão, sabendo das dificuldades que teriam que enfrentar. 

## Elenco
- John Hurt .... Winston Smith
- Richard Burton .... O'Brien
- Suzanna Hamilton .... Julia
- Cyril Cusack .... Charrington
- Gregor Fisher .... Parsons
- James Walker .... Syme
- Andrew Wilde .... Tillotson
- David Trevena .... amigo de Tillotson
- David Cann .... Martin
- Anthony Benson .... Jones
- Peter Frye .... Rutherford
- Roger Lloyd-Pack .... garçon
- Rupert Baderman .... Winston (menino)
- Corinna Seddon .... mãe de Winston
- Martha Parsey .... irmã de Winston

## Recepção pela crítica
O filme foi bem recebido pela crítica especializada. O crítico estadunidense Roger Ebert elogiou "o brilhante filme de Michael Radford da visão de Orwell" e acrescentou que o filme "faz um bom trabalho encontrando a linha entre o mundo 'futuro' de 1984 e o do pós-guerra do qual Orwell escreveu". Também disse que o filme "penetra muito mais profundamente no coração das trevas da obra" que a versão anterior e que John Hurt "é um perfeito Winston Smith".

## Prêmios e indicações

### Prêmios
Festival Internacional de Cinema de Istambul
- Golden Tulip (melhor filme): 1985[2]

 Fantasporto
- Melhor Ator: John Hurt - 1985[3]

 Semana Internacional de Cine de Valladolid
- Melhor Ator: John Hurt, Richard Burton (empate) - 1984
- Melhor Diretor: Michael Radford - 1984

 Evening Standard British Film Award
- Melhor Filme: 1985
- Melhor Ator: John Hurt - 1985

### Indicações
Fantasporto
- Melhor Filme: 1985

 BAFTA
- Melhor Direção de Arte: 1985[6]